# SN 2006tm
SN 2006tm – supernowa typu Ia odkryta 15 grudnia 2006 roku w galaktyce A010917+0009. Jej maksymalna jasność wynosiła 21,20m.